# 賴德敦 (印第安納州)
賴德敦（英語：Ridertown）是位於美國印地安納州傑伊縣的一個非建制地區。該地的面積和人口皆未知。